# Andriej Rubanow
Andriej Maksimowicz Rubanow (ur. 1902 w chutorze Pietrowka w obwodzie donieckim, zm. w marcu 1982 w Kazaniu) – funkcjonariusz NKWD, podpułkownik MGB.

## Życiorys
W 1918 wstąpił do Armii Czerwonej, w 1920 do Czeki, a w 1924 do Rosyjskiej Komunistycznej Partii (bolszewików) (RKP(b)). W 1938 został komendantem milicji w Rżewie, a 10 listopada 1939 komendantem oddziału w Zarządzie NKWD obwodu kalinińskiego, w 1940 mianowany starszym lejtnantem NKWD. Współodpowiedzialny za mordowanie Polaków w Twerze w 1940 (zbrodnia katyńska). Znalazł się wśród nagrodzonych rozkazem Ławrientija Berii z 26 października 1940 za "pomyślne wykonanie zadań specjalnych". Od 1943 szef oddziału Zarządu Ludowego Komisariatu Bezpieczeństwa Państwowego obwodu kalinińskiego (obecnie obwód twerski), 1944 przeniesiony na analogiczne stanowisko do obwodu wielkołuckiego, następnie do Estońskiej SRR, później do Tadżyckiej SRR, w 1951 zastępca szefa Oddziału Administracyjno-Gospodarczego MGB Tatarskiej ASRR, od 1951 podpułkownik, 1967 przeszedł na emeryturę.

## Odznaczenia
- Order Lenina (24 listopada 1950)
- Order Czerwonego Sztandaru (4 grudnia 1945)
- Order Czerwonej Gwiazdy (trzykrotnie - 20 września 1943, 19 stycznia 1945 i 28 października 1967)
- Order „Znak Honoru” (31 maja 1945)